# Malva Bluff
Das Malva Bluff ist ein steiles und nach Süden ausgerichtetes Felsenkliff an der Black-Küste des Palmerlands auf der Antarktischen Halbinsel. Es ragt an der Basis der Condor-Halbinsel oberhalb des nordwestlichen Ausläufers des Hilton Inlet auf.
Das Advisory Committee on Antarctic Names benannte es 1976 nach Antonio I. Malva-Gomes, Topographieingenieur des United States Geological Survey bei der Kartierung des Gebiets entlang der Lassiter-Küste von 1970 bis 1971 und Mitglied der Mannschaft zur Erkundung der Pine Island Bay mit der USCGC Burton Island von 1974 bis 1975.